# Niedersoultzbach
 Niedersoultzbach (en alsacià Nídersulzbach) és un municipi francès, situat a la regió del Gran Est, al departament del Baix Rin. L'any 1999 tenia 272 habitants.
Forma part del cantó d'Ingwiller, del districte de Saverne i de la Comunitat de comunes de Hanau-La Petite Pierre.

## Demografia
| 1962 | 1968 | 1975 | 1982 | 1990 | 1999 |
| ---- | ---- | ---- | ---- | ---- | ---- |
| 195  | 209  | 209  | 215  | 253  | 272  |

## Administració
| Període   | Identitat     | Partit |
| --------- | ------------- | ------ |
| 1990-1996 | Robert Wolff  |        |
| 1996-2008 | Pierre Muller |        |
| 2008-     | Michel Mortz  |        |